# رقص کارتولی
رقص کارتولی(به گرجی: ქართული) از جمله رقص‌های فولکلوریک اهالی گرجستان است.
این رقص یکی از رقص‌های اصلی گرجی و در ذهن بیننده یادآور مراسم عروسی است. این رقص نه بر پایه حالت‌های رقص بنا شده‌است بلکه نشان دهنده قاعده رابطه زن و مرد می‌باشد.
رقص کارتولی از پنج قسمت تشکیل شده‌است:
- ابتدا درخواست همراهی مرد از زن
- رقص با هم
- رقص انفرادی مرد
- رقص انفرادی زن
- در پایان حرکت‌های با هم زن و مرد.

رقص بیانگر دلیری، جوانمردی، تعارف بین مرد و زن گرجی است.این رقص تشکیل شده‌است از در هم آمیختن لطافت و فریبندگی زن و وقار و عشق یک مرد.
چشمان مرد در همه حال بر روی شریک رقص زن بعنوان یگانه موجود برای وی متمرکز شده‌است. مرد رفتار بسیار محترمانه‌ای را نسبت به زن نشان می‌دهد. و این رفتار با ثابت ماندن بالا تنه مرد نسبت به زن و حرکات ریز و نامحسوس پاها بیان شده‌است. همچنین در همه حال اندام بالایی مرد بدون حرکت است.در مقابل چشمان زن همیشه رو به پایین است.
اجرای رقص کارتولی بیشترین مهارت را با تمرین‌های بسیار زیاد می‌طلبد. بدلیل سختی اجرای این رقص فقط تعداد انگشت شماری از زوج‌ها می‌توانند به‌خوبی آنرا اجرا کنند از این جمله‌اند دوئت‌های افسانه‌ای نینو رمی‌شویلی - ایلیکو سوخیشویلی و ایامزه دلابریدزه- پریدون سولابریدزه.
یکی از قوانین مهم این رقص این است که مرد به هیچ وجه نباید با شریک رقص زن خود، حتی با لباس تماس داشته باشد. 

### رقص کارتولی
آپارات - رقص گرجی (کارتولی)